# 卡尔萨赖
卡尔萨赖（Kharsarai），是印度西孟加拉邦Hugli县的一个城镇。总人口5850（2001年）。

## 人口
该地2001年总人口5850人，其中男性3008人，女性2842人；0—6岁人口632人，其中男319人，女313人；识字率67.25%，其中男性为72.64%，女性为61.54%。